# Assassinato de Peter Connelly
Peter Connelly (1 de março de 2006 - 3 de agosto de 2007) (também conhecido como " Baby P ", " Child A "  e " Baby Peter ") era uma criança britânica de 17 meses. Ele morreu de abuso infantil em 3 de agosto de 2007 em Londres, Inglaterra, após sofrer mais de 50 ferimentos durante um período de oito meses. Sua mãe, seu companheiro e seu irmão foram presos por atacá-lo. O caso resultou em várias grandes investigações sobre a forma como o departamento de serviços sociais do Conselho de Haringey realizava o seu trabalho cuidando de crianças em perigo. Num caso semelhante, as mesmas autoridades de bem-estar infantil falharam sete anos antes no assassinato de Victoria Climbié .  Houve um inquérito público e foram implementadas medidas para prevenir casos semelhantes.